# Димитар Міков
Димитар Міков (болг. Миков, Димитър Павлов; 1884, Чирпан — 19??) — болгарський дипломат. Постійний представник Болгарії при Лізі Націй (1921—1923).

## Життєпис
Народився у 1884 році в Чирпан. Вивчав французьку мову та літературу в Парижі.
У 1921—1923 рр. — Постійний представник Болгарії при Лізі Націй.
У 1923—1934 рр. — керуючий представництвом у Швейцарії та постійний представник при Лізі Націй у Женеві.